# Holger Meitinger
Holger Meitinger (* 28. März 1957 in Augsburg) ist ein ehemaliger deutscher Eishockeyspieler, der über viele Jahre auf der Position des  Stürmers für den  Mannheimer ERC und den  Kölner EC in der Eishockey-Bundesliga spielte. Zu Beginn der 1980er Jahre war er zudem Stammspieler der deutschen Eishockeynationalmannschaft.

## Karriere
Meitinger spielte schon als Jugendlicher in der Saison 1976/77 erstmals in der 1. Bundesliga für den Augsburger EV. Im Anschluss daran spielte er jeweils kurz für den Krefelder EV sowie den Sportbund Rosenheim. Zur Spielzeit 1979/80 wechselte der Flügelstürmer für zwei Jahre zum Mannheimer ERC, mit dem er bereits im ersten Jahr deutscher Meister wurde. 1981 erfolgte der Wechsel zum Kölner EC, für den er neun Jahre aktiv war. In diesem Zeitraum wurde er mit dem KEC viermal deutscher Meister (1984, 1986, 1987, 1988). Meitinger wurde 1980/81 und 1981/82 jeweils ins All-Star-Team der Liga gewählt und 1981 sogar als Spieler des Jahres ausgezeichnet. Insgesamt bestritt er 557 Spiele in der höchsten deutschen Liga und erzielte dabei 401 Tore und 766 Scorerpunkte.
Für die deutsche Nationalmannschaft bestritt Meitinger insgesamt 78 Pflichtspiele, in denen er 33 Tore erzielte. Er nahm für sein Land unter anderem an den Weltmeisterschaften 1979, 1981, 1982 und 1983 sowie den Olympischen Spielen 1980 teil. Bei der WM 1981 wurde er mit 20 Punkten Topscorer. Er hält damit bis heute (2024) den Scoring-Rekord für einen deutschen Spieler bei Weltmeisterschaften.
Mit der Traditionsmannschaft der Kölner Haie nimmt er an Turnieren teil oder spielt gegen andere Traditionsteams. Am 18. Mai 2007 wurde er in die Hall of Fame Deutschland aufgenommen.

## Erfolge und Auszeichnungen
- 1980 Deutscher Meister mit dem Mannheimer ERC
- 1981 Topscorer der Weltmeisterschaft
- 1981 „Spieler des Jahres“ der Bundesliga
- 1981 All-Star Team der Bundesliga
- 1982 All-Star Team der Bundesliga
- 1984, 1986, 1987 und 1988 Deutscher Meister mit dem Kölner EC